# Xã Davis, Quận Fountain, Indiana
Xã Davis (tiếng Anh: Davis Township) là một xã thuộc quận Fountain, tiểu bang Indiana, Hoa Kỳ. Năm 2010, dân số của xã này là 682 người.